# Institut Vajra Yogini
L'Institut Vajra Yoginī (वज्रयोगिनी) est un centre bouddhiste de la tradition gelugpa, l'une des 4 écoles majeures du bouddhisme tibétain. Il se trouve au château d'en Clausade, dans le Tarn, à Marzens.

## Description
Fondé par le lama Thubten Yeshe en 1979, l'institut Vajra Yoginï est situé dans le Château d'en Clausade, ancienne demeure de la famille de Toulouse-Lautrec, à Marzens, non loin de Lavaur. Il fait partie de la fondation pour la préservation de la tradition du Mahayana. Lama Zopa Rinpoché est le directeur spirituel de l’Institut Vajra Yoginī où il s'est rendu en mai 2009 et en 2019. 
Dans les années 80, le célèbre Lama tibétain Guéshé Lobsang Tengyé est arrivé à ce centre et devenu le patriarche et responsable des activités cultuelles et éducatives de cet institut où il a accueilli la visite du 14e dalaï-lama Tenzin Gyatso en 1982 et en 1993, Guéshé Lobsang Tengyé y présidait jusqu'à la fin de sa vie en octobre 2019. 
Les 7 et 8 décembre 2019, des représentants de Vajra Yogini ont participé à la 3e Conférence européenne du bouddhisme tibétain qui s'est tenue à Huy en Belgique et ont co-signé une déclaration sur l'avenir de l'institution du Dalaï-Lama stipulant que « les officiels du Gaden Phodrang Trust [en] sont les seuls compétents et responsables ».
Devant le château se dresse un beau Stoupa en pierre (chorten en tibétain), construit au début des années 90 par des compagnons. Il s'agit d'un stoupa très particulier, de style Kadampa, le premier construit en occident, et actuellement le plus grand de France. On peut aussi remarquer que l'une des deux ailes du château est en partie détruite. Cela a été causé par un incendie, et l'institut a préféré utiliser l'argent versé par les assurances à la fondation d'un nouveau centre plutôt qu'aux réparations. Ainsi, un autre bâtiment a été acheté à Labastide-Saint-Georges, édifice qui héberge maintenant une communauté monastique : le monastère Nalanda.
La réincarnation du fondateur de cet institut Thubten Yeshe, Tenzin Ösel Rinpoché né en 1985 en Espagne a pris la relève lorsqu'il a atteint la maturité, il y donne de temps en temps des conférences sur les sujets théoriques et pratiques du bouddhisme. 